# Саломея (фильм, 1923)

Танец Саломеи. Кадр из фильма

«Саломея» (англ. Salomé) — немой фильм по одноимённой пьесе Оскара Уайльда. Премьера состоялась 15 февраля 1923 г.

## Сюжет
Иудейский царь Ирод заключил в тюрьму Иоканаана, который его критиковал за преступную связь с невесткой Иродиадой. Та ищет способ хитростью отомстить пророку и пытается вовлечь собственную дочь Саломею в свою месть. Саломея, со своей стороны, влюблена в Иоканаана…

## В ролях
- Алла Назимова — Саломея
- Митчелл Льюис — Ирод
- Роз Дион — Иродиада
- Эрл Шенк — Нарработ, капитан стражи
- Артур Джасмин — паж Иродиады
- Найджел Де Брулир — Иоканаан, пророк
- Фредерик Питерс — Нааман, палач
- Луи Дюмар — Тигеллин